# Frida Gold
Frida Gold, bildat 2008 i Hattingen, är ett tyskt band bestående av fyra medlemmar. De är Alina Süggeler, Andreas Weizel, Julian Cassel och Thomas Holtgreve. En femte person, Andre Pittelkau, spelar keyboard när bandet framträder live. Bandet har förutom i Tyskland även lyckats bra i Österrike och Schweiz. Deras debutalbum Juwel släpptes den 15 april 2011.

## Karriär
Alina Süggeler träffade gitarristen Julian Cassel på gymnasiet. Efter att de spelat tillsammans i ett band som hette "Amniesa" startade de ett nytt band som hette "Linarockt" tillsammans med trummisen Thomas Holtgreve. Bandet blev senare Frida Gold och tog in Andreas Weizel som basist. År 2010 skrev de under ett kontrakt med Warner Music Group och släppte sin debutsingel "Zeig mir wie du tanzt". Låten användes bland annat i en mobilreklam vilket hjälpte den upp på singellistan. Trots detta blev singlarna från 2011, "Wovon sollen wir träumen" och "Unsere Liebe ist aus Gold", ännu mer framgångsrika. Den sistnämnda certifierades dessutom guld. De främjade försäljningen av debutalbumet Juwel som förband till flera av Kylie Minogues konserter i Tyskland år 2011.

## Diskografi

### Album
- 2011 – Juwel

### Singlar
- 2010 – Zeig mir wie du tanzt
- 2010 – Verständlich Sein
- 2011 – Wovon sollen wir träumen
- 2011 – Unsere Liebe ist aus Gold